# Mike Sifringer
Mike Sifringer est un guitariste allemand de thrash metal né le 11 mai 1965.

## Biographie
En 1982, il fonde le groupe Destruction dont il est le seul membre à jouer sur tous les albums.
Le groupe se sépare en 1990, mais Mike Sifringer le réforme en 1993, sans le chanteur Schmier, qui fera aussi son retour en 1999.